# James K. Jones
James K. Jones (Marshall megye, 1839. szeptember 29. – Washington, 1908. június 1.) az Amerikai Egyesült Államok szenátora Arkansas államban 1885 és 1903 között.